# Apipoo Suntornpanavej
Apipoo Suntornpanavej (tiếng Thái: อภิภู สุนทรพนาเวศ, sinh ngày 18 tháng 7 năm 1986), còn được biết với tên đơn giản Bas (tiếng Thái: บาส) là một cầu thủ bóng đá người Thái Lan thi đấu ở vị trí tiền vệ tấn công cho câu lạc bộ tại Thai League T2 PTT Rayong.

## Sự nghiệp câu lạc bộ
Suntornpanavej thi đấu cho Osotsapa ở vòng bảng Giải vô địch bóng đá các câu lạc bộ châu Á 2007, ghi 4 bàn thắng.

## Sự nghiệp quốc tế
Anh thi đấu cho Đội tuyển bóng đá U-23 quốc gia Thái Lan tại Đại hội Thể thao Đông Nam Á 2007 và 2009. Anh cũng đại diện Thái Lan tham gia vòng loại giải vô địch bóng đá thế giới 2014, thi đấu 35 phút trong trận đấu vòng bảng của Thái Lan trước Ả Rập Xê Út.
Anh ghi một bàn thắng bằng đầu vào lưới Myanmar ở Giải vô địch bóng đá Đông Nam Á 2012.

### Quốc tế
Tính đến 3 tháng 4 năm 2016
| Đội tuyển quốc gia | Năm  | Số trận | Bàn thắng |
| ------------------ | ---- | ------- | --------- |
| Thái Lan           | 2011 | 2       | 0         |
| Thái Lan           | 2012 | 9       | 4         |
| Thái Lan           | 2013 | 3       | 0         |
| Thái Lan           | Tổng | 14      | 4         |

## Bàn thắng quốc tế
Tỉ số và kết quả liệt kê bàn thắng của Thái Lan trước.
| #  | Ngày                 | Địa điểm                                 | Đối thủ | Tỉ số | Kết quả | Giải đấu                             |
| -- | -------------------- | ---------------------------------------- | ------- | ----- | ------- | ------------------------------------ |
| 1. | 14 tháng 11 năm 2012 | Sân vận động Thái Lan-Nhật Bản, Thái Lan | Bhutan  | 1–0   | 5–0     | Giao hữu                             |
| 2. | 14 tháng 11 năm 2012 | Sân vận động Thái Lan-Nhật Bản, Thái Lan | Bhutan  | 2–0   | 5–0     | Giao hữu                             |
| 3. | 14 tháng 11 năm 2012 | Sân vận động Thái Lan-Nhật Bản, Thái Lan | Bhutan  | 3–0   | 5–0     | Giao hữu                             |
| 4. | 27 tháng 11 năm 2012 | Sân vận động Rajamangala, Thái Lan       | Myanmar | 2–0   | 4–0     | Giải vô địch bóng đá Đông Nam Á 2012 |

## Danh hiệu

### Quốc tế
U-23 Thái Lan
- Sea Games  Huy chương Vàng (1): 2007